# Ellen van Dijk
Eleonora Maria (Ellen) van Dijk (Harmelen, 11 februari 1987) is een Nederlandse profwielrenster. Ze rijdt voor Lidl-Trek en is gespecialiseerd in het tijdrijden. Tot 2012 was ze ook actief als baanwielrenster. Van Dijk werd zeven keer wereldkampioene. De eerste keer in de scratch op de baan in 2008. Op de weg werd ze in 2012, 2013, 2016 en 2017 wereldkampioene in de ploegentijdrit en in 2013 en 2021 ook in de individuele tijdrit. In 2022 zette van Dijk het werelduurrecord op haar naam met een afstand van 49,254 kilometer.
Van Dijk begon haar sportcarrière als langebaanschaatsster en reed als junior op nationaal niveau. In het begin fietste ze alleen 's zomers als training voor het schaatsen, maar ze won al een bronzen medaille in de juniorenwegwedstrijd bij het WK in 2004. Nadat ze vijf keer nationaal kampioene bij het wielrennen werd, stopte ze in 2007 geheel met wedstrijdschaatsen. Naast het behalen van haar wereldtitels werd ze ook vier keer Europees kampioen en heeft ze zes wereldbekerwedstrijden gewonnen. Op de Olympische Zomerspelen 2012 kwam ze uit in drie disciplines. Ze hielp Marianne Vos bij het winnen van de wegwedstrijd, ze werd achtste in de tijdrit en zesde op de ploegenachtervolging. Vier jaar later was Van Dijk een van de favorieten voor de Olympische tijdrit in Rio. Door een stuurfout greep ze net naast het podium.

## Privéleven
Ellen van Dijk groeide op in Harmelen, Utrecht. Van Dijk heeft twee broers. Naast schaatsen en wielrennen deed Van Dijk toen ze jong was aan volleybal en turnen. Ze slaagde voor haar vwo-diploma aan het Minkema College in 2005. Ze behaalde een bachelor in de bewegingswetenschappen aan de Vrije Universiteit Amsterdam in 2011. Van Dijk is tijdelijk gestopt met haar master Human Movement Sciences.
Ellen van Dijk is partner van Benjamin de Bruijn, samen kregen ze een zoon in oktober 2023. De Bruijn is actief met het opnemen van podcasts en in 2023 begint hij samen met Van Dijk en Roxane Knetemann de podcast Wegkletsen over vrouwenwielrennen.

## Carrière

### Schaatsen
Ellen van Dijk is begonnen met langebaanschaatsen. Ze schaatste al van jongs af aan en werd lid van de plaatselijke schaatsvereniging toen ze acht jaar oud was. In de leeftijd tussen de twaalf en twintig jaar oud trainde ze in de winter bijna elke dag op de Vechtsebanen in Utrecht, waar ze nog steeds het baanrecord op de 5000m in handen heeft. Van Dijk deed in totaal vijf keer mee aan de Nederlandse kampioenschappen voor junioren, met als beste prestatie twee keer een tiende plaats in het algemeen klassement en een keer vierde op de 3000m in 2005. Toen Van Dijk in 2007 werd uitgenodigd voor een selectieplaats voor het schaatsen in het gewest Noord-Holland/Utrecht, moest ze kiezen tussen schaatsen en wielrennen en koos ze voor het laatste.

### Junioren
In de zomer trainde Van Dijk, vanaf dat ze tien jaar oud was, met haar broers en Mariëlle Kerste op de fiets met als doel op het ijs beter te presteren. Ze deed elk jaar mee aan de ronde van Nieuwegein en werd getraind door Barend Verhagen. In 2002, toen ze vijftien jaar oud was, begon ze met het rijden van nationale wedstrijden. Ze reed dat jaar haar eerste Nederlands kampioenschap waar ze vierde werd. Het jaar daarna werd Van Dijk voor het eerst Nederlands kampioene op de weg in de nieuwelingen categorie. Als een junior werd Van Dijk in 2004 zowel Nederlands kampioene tijdrijden als op de weg. Tijdens haar debuut op het WK wielrennen in 2004 in Verona reed Van Dijk naar het brons in de wegwedstrijd. Het jaar daarna won ze opnieuw de nationale titel bij het tijdrijden en werd tweede bij de wegwedstrijd achter Marianne Vos. Op het WK wielrennen werd ze zevende op zowel de tijdrit als de wegwedstrijd.

#### 2006
In haar eerste jaren als professional reed Van Dijk voor Vrienden van het Platteland. Zowel in de Tour Féminin en Limousin, als in de Giro di Toscana won Van Dijk een etappe. Halverwege het seizoen brak ze in een wielerkoers haar sleutelbeen en kon daardoor onder andere niet aan het Nederlands kampioenschap deelnemen. Een maand nadat ze haar sleutelbeen brak, werd ze bij de Europese kampioenschappen (onder 23), die dat jaar in Valkenburg plaatsvonden, tiende. Van Dijk won de tijdrit bij de Wereld Universiteiten Kampioenschappen en werd tweede in de wegwedstrijd. Aan het einde van het seizoen was ze reserve voor de wereldkampioenschappen, maar werd niet opgeroepen. Bij de NK baanwielrennen reed ze naar het brons op de individuele achtervolging.

#### 2007
Van Dijk won de eerste etappe van de Ronde van Chongming en eindigde tweede in het eindklassement. Bij de Nederlandse kampioenschappen tijdrijden in Zaltbommel werd Van Dijk voor het eerst Nederlands kampioene bij de elite. Op het EK tijdrijden (onder 23) werd ze vijfde. Door haar goede tijdritprestaties mocht ze haar debuut maken bij het WK tijdrijden bij de elite vrouwen in Stuttgart en eindigde daar als 17e. Aan het einde van het jaar werd ze sportvrouw van het jaar van Woerden. Aan het eind van het jaar had Van Dijk meer tijd, omdat ze was gestopt met schaatsen. Ze ging zich meer toeleggen op het baanwielrennen en werd opgenomen in de nationale selectie. Bij het NK baanwielrennen won ze de nationale titel op de individuele achtervolging voor Marianne Vos en Kirsten Wild en werd op de onderdelen scratch en puntenkoers vierde.

#### 2008
Door de goede prestaties bij het NK baanwielrennen mocht Van Dijk de laatste twee wereldbekerwedstrijden van het seizoen 2007-2008 rijden. Alhoewel ze twee wereldbeker wedstrijden had gemist, kon ze zich nog plaatsen voor individuele achtervolging op de Olympische Spelen in Peking. In Los Angeles en Kopenhagen werd ze respectievelijk vijfde en vierde. Nadat ze vijfde werd op het WK baanwielrennen in Manchester, had ze net niet genoeg punten verzameld om zich te plaatsen voor de Olympische Spelen. Ze werd op de UCI wereldranglijst twaalfde, waar de eerste elf zich plaatsten. De dag na de individuele achtervolging revancheerde Van Dijk zich door wereldkampioene te worden op de scratch. Met acht ronden te gaan reed ze weg uit het peloton en reed solo naar de finish. Later dat jaar werd Van Dijk op de scratch ook Europees kampioene, evenals op de puntenkoers. Bij de onderdelen omnium en individuele achtervolging werd ze tweede. Hoewel Van Dijk bij het NK tijdrijden net naast het podium viel, werd ze bij het EK tijdrijden (onder 23) Europees kampioene. Ze werd echter niet geselecteerd voor de olympische tijdrit in Peking, omdat dat te zwaar voor haar zou zijn.

#### 2009
Het jaar 2009 begon voor Van Dijk met een hersenschudding. Op de baan ging Van Dijk net als diverse andere rijdsters met een zwaarder verzet rijden. Dit pakte goed uit bij de wereldbekerwedstrijd in februari in Kopenhagen, waar ze de individuele achtervolging won en tweede werd in de puntenkoers. Een maand later kon ze echter niet haar reputatie als wereldkampioene waarmaken bij het WK baanwielrennen en haar prestaties waren zelfs, zonder verklaring, slechter dan in Kopenhagen en het WK van het jaar ervoor. Ze bereikte geen enkele keer het podium. Voor het wegseizoen werd Van Dijk gecontracteerd door de commerciële wielerploeg Team Columbia-HTC. Alhoewel de naam een aantal keer veranderde, zou ze bij deze ploeg tot 2013 blijven rijden. Het wielerseizoen startte niet gelukkig met een sleutelbeenbreuk na een val in de Ronde van Gelderland en ze kon zes weken niet fietsen. Bijna direct na haar revalidatie, in juli, verdedigde ze succesvol haar tijdrittitel op de Europese kampioenschappen (onder 23). Twee weken nadat ze de tijdrit op het WK wielrennen gereden had, sloeg Van Dijk het NK baanwielrennen over dat dit jaar vroeg in het baanseizoen viel. Ze nam rust om zich voor te bereiden op de wereldbekerwedstrijden baanwielrennen.

#### 2010
Op het WK baanwielrennen in Melbourne lukte het Van Dijk niet om de finales te halen. Ze werd vijfde op de individuele achtervolging, evenals op de ploegenachtervolging. Daarnaast mocht Van Dijk op de puntenkoers invallen en werd achtste. Op de weg won Van Dijk de tijdrit in de Holland Ladies Tour en werd derde in het algemeen klassement. Ze won dit jaar de Sparkassen Giro en werd ze tweede bij de wereldbekerwedstrijd Open de Suède Vårgårda in Zweden. Van Dijk werd niet geselecteerd om aan het WK wielrennen in Melbourne deel te nemen vanwege het heuvelachtige parcours. Aan het eind van het jaar, bij de Nederlandse Kampioenschappen baanwielrennen, behaalde ze vijf medailles, waaronder goud op de individuele achtervolging.

#### 2011

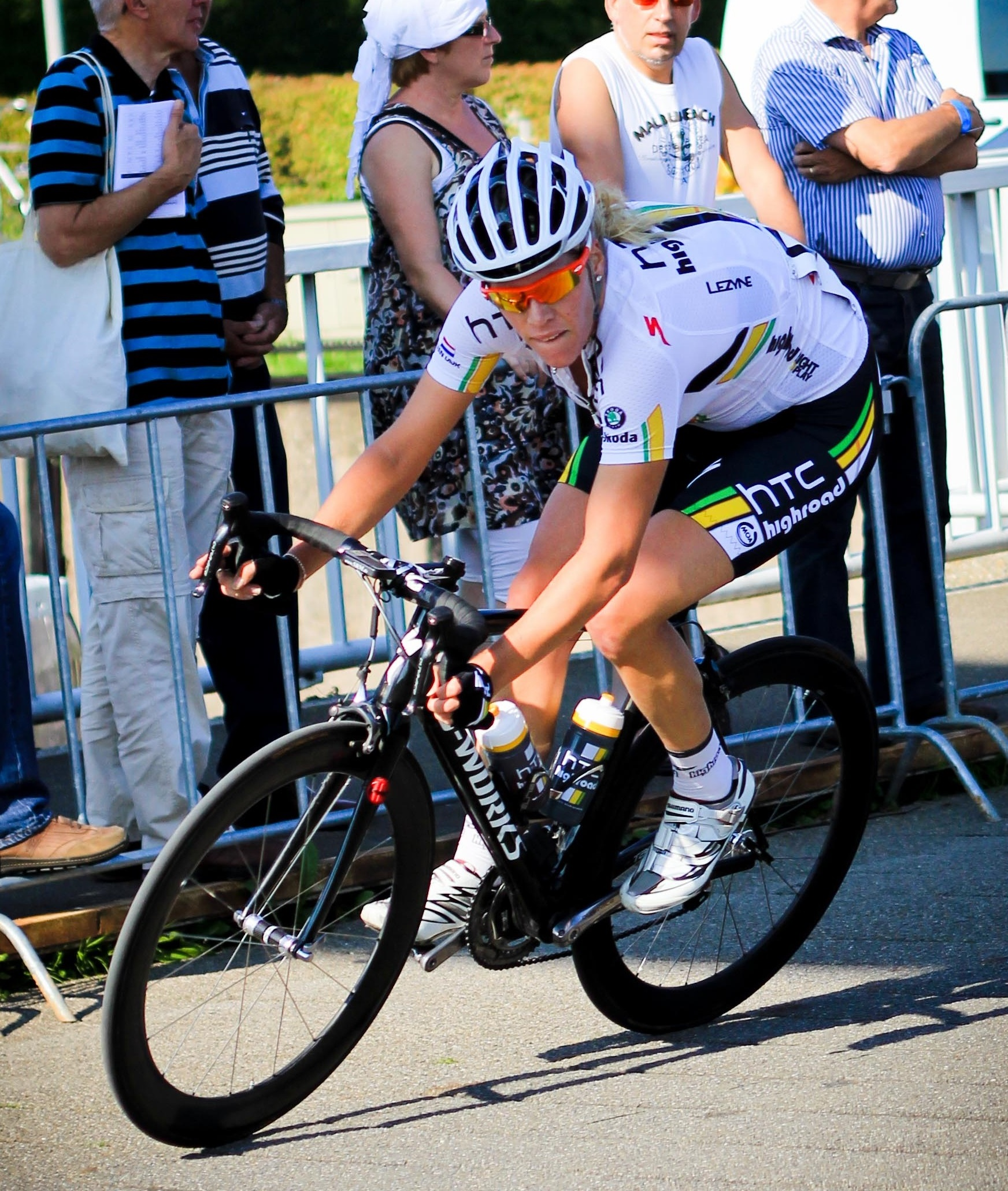
Ellen van Dijk in 2011, rijdend voor HTC-High Road.

Van Dijk reed met de ploegenachtervolging een nationaal record bij de wereldbekerwedstrijden baanwielrennen in Manchester samen met Vera Koedooder en Kirsten Wild. Bij de WK baanwielrennen een maand later reed ze met hetzelfde team drie seconden langzamer en eindigde ze vijfde. Ook werd ze vijfde op de individuele achtervolging.
Het wegseizoen begon Van Dijk sterk door in de Ronde van Qatar naast het eindklassement en een etappe ook het puntenklassement en het jongerenklassement te winnen. Van Dijk droeg haar etappewinst en eindoverwinning op aan ploeggenote Carla Swart, die een paar weken eerder tijdens een training om het leven kwam nadat ze was aangereden door een vrachtwagen. Het prijzengeld dat ze had verdiend ging naar de familie. Na wedstrijden gereden te hebben in Nederland, China en Spanje werd Van Dijk tweede bij de NK tijdrijden in Veendam en plaatste zich daarmee voor de wereldkampioenschappen. Een maand later reed ze twee wereldbekerwedstrijden bij Open de Suède Vårgårda in Zweden. Ze won de ploegentijdrit en werd tweede in de wegwedstrijd. In aanloop naar de tijdrit op het wereldkampioenschap won Van Dijk de tijdrit in de Holland Ladies Tour. Bij wereldkampioenschappen in Kopenhagen reed van Dijk ongelukkig als een van de weinige rijders op een compleet nat parcours en eindigde als zesde. Ze was de beste Nederlandse en kwalificeerde zich voor de Olympische Spelen in 2012. Omdat de wegwedstrijd van het wereldkampioenschap te veel beklimmingen bevatte, werd ze niet geselecteerd om deze te rijden. Terug op de baan boekte Van Dijk in november haar vierde wereldbekeroverwinning in Astana (Kazachstan) op de ploegenachtervolging in een nieuw Nederlands record samen met Vera Koedooder en Kirsten Wild. Bij de NK baanwielrennen aan het einde van het jaar verdedigde ze succesvol haar nationale titel op de individuele achtervolging en werd daarnaast Nederlands kampioene in de koppelkoers met Kirsten Wild.

#### 2012
Na een knieblessure en een paar weken rust door een aanrijding met een scooter, won Van Dijk de individuele tijdrit in de Energiewacht Tour. Omdat ze te weinig bonificatieseconden in tussensprints had verzameld werd ze tweede in het algemeen klassement. In de Omloop van Borsele won Van Dijk zowel de tijdrit als de wegwedstrijd. Een paar dagen daarna startte ze in Gracia-Orlova, waar ze de proloog en een etappe won en daarnaast haar teamgenote Evelyn Stevens hielp het eindklassement te winnen. Terug in Nederland, in Emmen, werd van Dijk voor de tweede keer in haar loopbaan Nederlands kampioene tijdrijden.

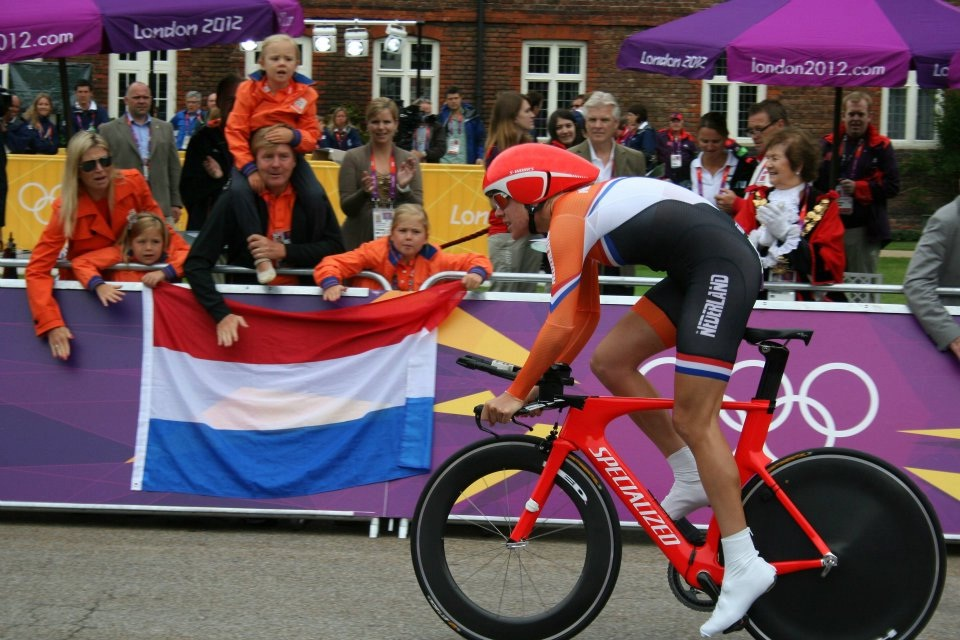
Ellen van Dijk aangemoedigd door IOC-lid en kroonprins Willem-Alexander en zijn gezin tijdens de Olympische Zomerspelen in 2012.

In de aanloop naar de heuvelachtige tijdritten op de Olympische Spelen in Londen en het wereldkampioenschap was Van Dijk specifieker gaan trainen om beter bergop te rijden en was bewust gewicht gaan afvallen. Op de Olympische Spelen kwam Van Dijk naast de individuele tijdrit ook uit op de wegwedstrijd op de weg en op de ploegenachtervolging op de baan. Bij de wegwedstrijd vervulde Van Dijk een knechtenrol voor Marianne Vos, die de gouden medaille won. Van Dijk demarreerde diverse keren en kwam buiten de tijdslimiet binnen. Aangezien de overwinning van Vos als teamprestatie werd gezien, werden ook Van Dijk, Loes Gunnewijk en Annemiek van Vleuten hiervoor na de Spelen gehuldigd in onder andere het Holland Heineken House en de Ridderzaal. Het grote doel van haar seizoen, de tijdrit op de Spelen, verliep voor haar teleurstellend. Ze eindigde als achtste. Achteraf zei ze dat ze te bang was om te hard te starten, maar nu juist veel tijd aan het begin had verloren. Op de ploegenachtervolging reed van Dijk met Kirsten Wild, Amy Pieters en Vera Koedooder naar de zesde plaats. In de voorrondes hadden ze korte tijd het olympisch record in handen en reden ze een Nederlands record (met het trio Koedooder, Van Dijk en Wild). Over de zesde plaats zei Van Dijk dat dit voor nu het hoogst haalbare was.
In voorbereiding voor de wereldkampioenschappen won Van Dijk met haar team de ploegentijdritten bij de wereldbekerwedstrijd Open de Suède Vårgårda en in de Holland Ladies Tour. In de tussentijd won Van Dijk de eerste editie van de Lotto-Decca Tour na het winnen van de laatste etappe. Op de eerste dag van de wereldkampioenschappen Valkenburg won Van Dijk met team Specialized-lululemon de ploegentijdrit en zo haar eerste wereldtitel op de weg. Op het heuvelachtige parkoers in Limburg werd Van Dijk drie dagen later vijfde op de individuele tijdrit en liet daarmee zien dat ze in het tijdrijden tot de wereldtop behoort. Bij de wegwedstrijd was ze betrokken bij een valpartij, waardoor ze de wedstrijd vroegtijdig moest beëindigen.
Tijdens de winterperiode koos Van Dijk ervoor om niet op de baan te rijden om zich volledig te richten op het wielrennen op de weg.

#### 2013

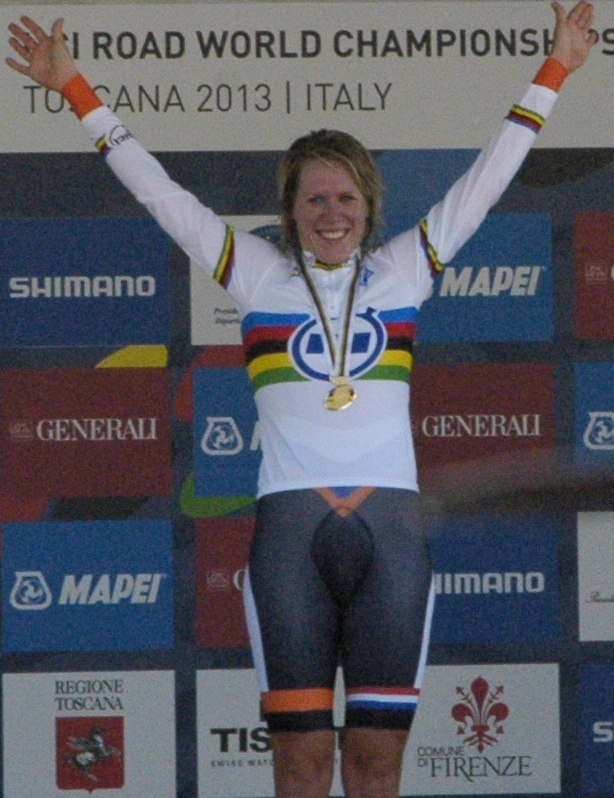
Ellen van Dijk werd wereldkampioene tijdrijden in 2013.

Van Dijk begon het seizoen met een derde plaats in het algemene klassement in de Ronde van Qatar. In het voorjaar reed Van Dijk erg goed met als hoogtepunt de overwinning in Le Samyn des Dames. In de eerste drie wereldbekerwedstrijden reed ze twee keer naar de tweede plaats (Ronde van Drenthe, Ronde van Vlaanderen) en werd ze derde in de Trofeo Alfredo Binda in Italië. Tijdens haar verblijf in Italië onderzocht Specialized haar op haar tijdritpositie en vond ze een betere positie, die ze ook bijna een half uur kon volhouden, door aanpassingen aan de positie van haar zadel en stuur. Het resultaat was dat ze de individuele tijdrit in de Energiewacht Tour won met overmacht. Naast haar nieuwe houding zei ze dat ze een ook een hoger vermogen wegtrapt dan in 2012 tijdens de Olympische Spelen en het wereldkampioenschap. Na twee tweede plaatsen won ze ook het eindklassement van de Energiewacht Tour. Naast het tijdrijden had Van Dijk zich ook verbeterd op het rijden bergop. Zo eindigde ze als zesde in de vierde wereldbekerwedstrijd, de bergachtige Waalse Pijl. Haar tijdritten bleven goed gaan en ze won de tijdrit van de Omloop van Borsele en de twee tijdritetappes in de Gracia-Orlová. Ook won ze de bergetappe, de koninginnenrit van Gracia-Orlová en daardoor haar tweede eindklassement van een etappewedstrijd van het seizoen. In juni verdedigde Van Dijk met succes haar nationale titel tijdrijden bij het NK in Winsum. Een paar dagen later reed ze in medaillepositie tijdens het NK op de weg, maar moest afstappen vanwege een kapotte derailleur in de voorlaatste ronde. In de Giro d'Italia Femminile, de belangrijkste etappekoers in het vrouwenwielrennen, won ze de individuele tijdrit. Met Team Specialized-lululemon won ze de wereldbeker ploegentijdrit wedstrijd, de Open de Suède Vårgårda TTT. Na de laatste twee wereldbekerwedstrijden, de Open de Suède Vårgårda, waar ze als vierde eindigde en de GP Plouay, waar ze niet van start ging om zich voor de bereiden op de laatste etappewedstrijden, eindigde ze als derde in het algemeen wereldbekerklassement. In etappewedstrijden bleef ze sterk rijden en won zowel het eindklassement van de Lotto-Belisol Belgium Tour als van de Holland Ladies Tour, inclusief de ploegentijdritetappes.
De individuele en ploegentijdrit op het WK wielrennen in Toscane moesten toen nog komen. Tijdens het seizoen was Van Dijk al een paar keer naar Italië gegaan om het parcours te verkennen. Ze reed het tijdritparcours om vijf uur 's ochtends om het verkeer te vermijden en maakte video-opnames om de bochten te leren kennen. In de week voorafgaande aan het WK won ze de tijdrit Chrono Champenois – Trophée Européen in Frankrijk. Alle voorbereidingen betaalden zich uit en het WK verliep zeer succesvol voor van Dijk. Met haar team won ze voor de tweede opeenvolgende keer de wereldtitel in de ploegentijdrit. Voor de individuele tijdrit was Van Dijk ook de topfavoriet omdat ze bijna alle tijdritten van het seizoen had gewonnen. Ondanks de grote druk won ze met overmacht de individuele tijdrit en werd ze de tweede Nederlandse vrouw ooit die wereldkampioen tijdrijden werd. In het laatste weekend van het WK eindigde Van Dijk als zestiende in de zeer heuvelachtige wegwedstrijd. Door haar zeer succesvolle seizoen eindigde van Dijk derde in de wereldranglijst voor vrouwen van 2013.
Van Dijk won aan het einde van het jaar de titel Sportvrouw van het jaar van Amsterdam. Voorgaande jaren was ze altijd genomineerd, maar ze won deze titel nog nooit. Ze was ook genomineerd om wielrenster van het jaar te worden, maar Marianne Vos werd gekozen.

### 2014

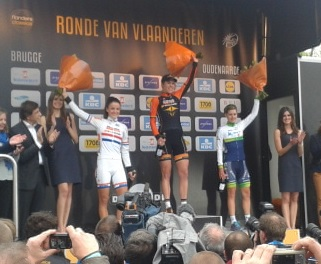
Van Dijk op het podium na het winnen van de Ronde van Vlaanderen

Begin oktober 2013 kondigde Van Dijk aan dat ze de komende drie jaar gaat rijden voor Dolmans-Boels Cycling Team met als grote doel op lange termijn de tijdrit op de Olympische Spelen van 2016. Ze blijft zich net als vorig jaar geheel richten op tijdritten, wereldbekerklassiekers en korte vlakke etappekoersen.. Door haar focus op het wegwielrennen zal ze niet meer op de baan rijden. Ze is ploeggenoot van onder andere Lizzie Armitstead, Katarzyna Pawłowska en Christine Majerus. Door een aanhoudende griep na het rijden van de mountainbikewedstrijd Egmond-pier-Egmond kon ze niet starten in de Ronde van Qatar. Ze kreeg haar vorm terug bij de eerste wedstrijden en miste net het podium in GP Le Samyn. Bij de eerste wereldbeker van het seizoen, de Ronde van Drenthe, reed Van Dijk ploeggenoot Armitstead naar de winst door in de finale een groot gat dicht te rijden.
In april 2014 won Van Dijk de Ronde van Vlaanderen na een solo van 25 kilometer. Na de winst op WK tijdrijden ziet Van Dijk dit als haar mooiste overwinning uit haar carrière.

### 2015
Van Dijk won op 18 juni 2015 de tijdrit op de eerste Europese Spelen in Bakoe, Azerbeidzjan, door de Oekraïense Hanna Solovey met 34 seconden te verslaan op het 25,8 km lange parcours. Annemiek van Vleuten werd derde in deze tijdrit.

### 2016

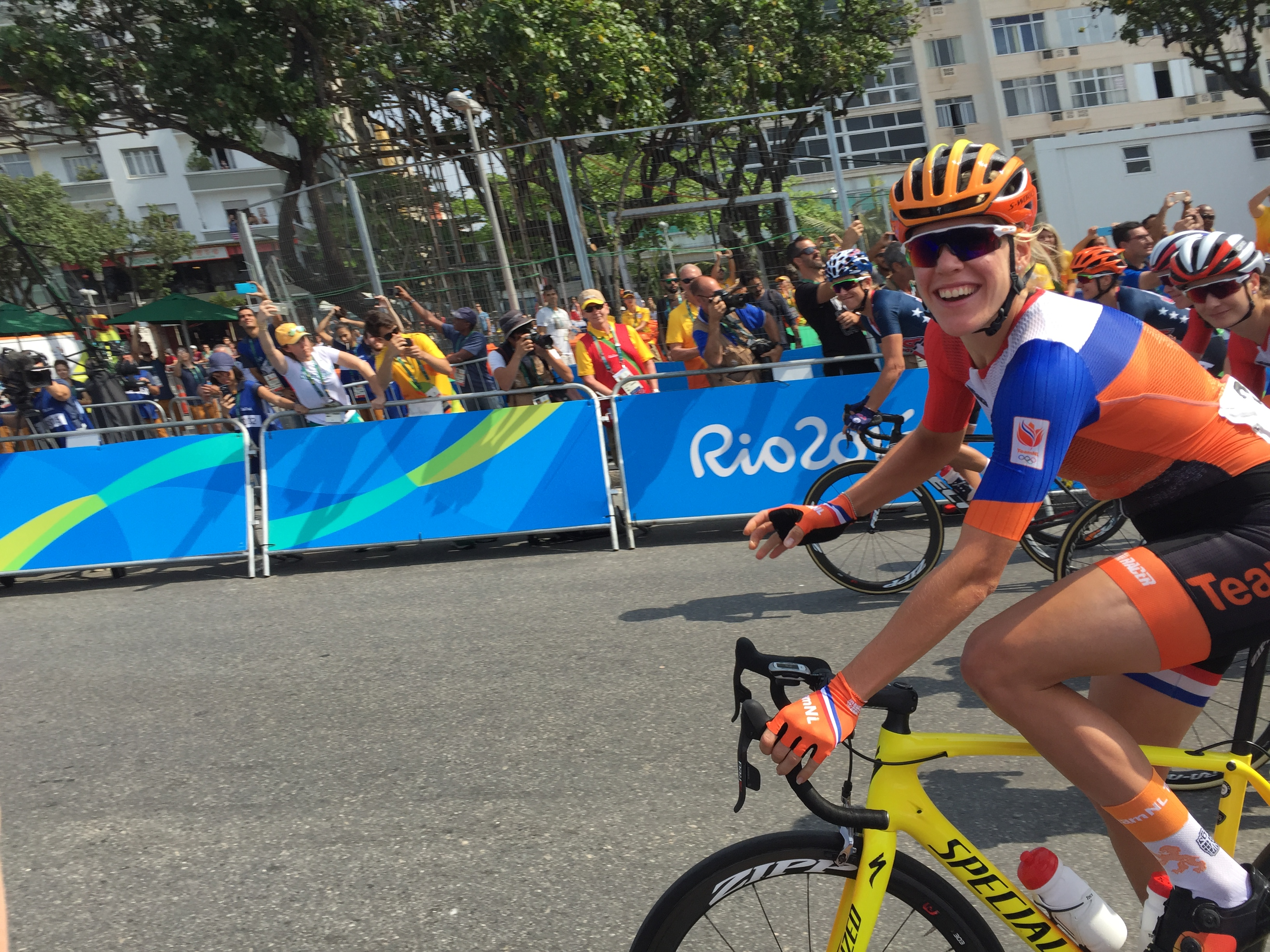
Van Dijk begint lachend aan de wegrit in Rio

Op de Olympische Zomerspelen 2016 in Rio de Janeiro maakte Van Dijk deel uit van de vierkoppige Nederlandse selectie met verdedigend olympisch kampioene Marianne Vos, Annemiek van Vleuten en Anna van der Breggen. Met laatstgenoemde zou ze ook de Olympische tijdrit betwisten. Door een stuurfout belandde Van Dijk in de berm en miste het podium op slechts 11 seconden van Van der Breggen, die brons won achter winnares Kristin Armstrong. Na de Spelen werd bekend dat Van Dijk in 2017 en 2018 uit zal komen voor Liv-Plantur.
Na de eerste tijdritkampioene van de Europese Spelen, werd Van Dijk een jaar later, op 15 september 2016 in het Franse Plumelec, ook de eerste Europees kampioene tijdrijden. Bij de elite althans, want bij de beloften won Van Dijk al in 2008 en 2009. Ze versloeg op het 25,4 km lange parcours met 18 seconden olympisch kampioene Anna van der Breggen, die twee dagen later de eerste Europees kampioene op de weg zou worden. Vier dagen voor de EK-tijdrit werd Van Dijk derde in de tijdrit Chrono Champenois.

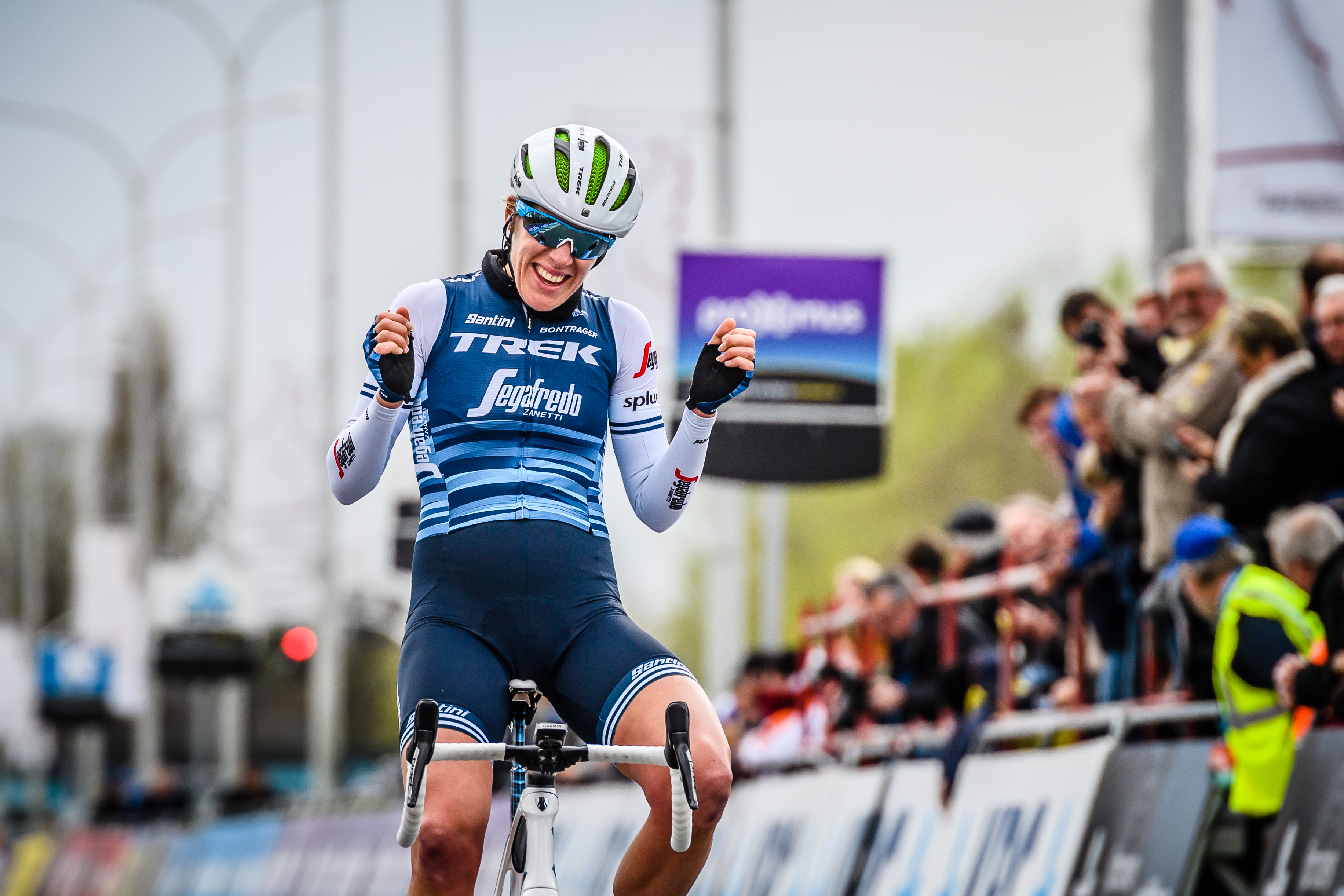
Overwinning van Ellen Van Dijk tijdens Dwars door Vlaanderen voor Dames 2019.

Eén maand later, in oktober, won Van Dijk voor de derde keer het WK ploegentijdrit, deze keer met haar ploeg Boels Dolmans. Werden ze vorig jaar nog verslagen met zes seconden; dit jaar versloegen ze de viervoudig wereldkampioenen Canyon-SRAM met maar liefst 48 seconden verschil. Twee dagen later stond Van Dijk samen met Annemiek van Vleuten en Anna van der Breggen aan de start van de individuele tijdrit in Doha, Qatar. Vanwege Van Dijks Europese titel had Nederland drie startplekken. In temperaturen tot 40 graden bleek de 41-jarige Amerikaanse Amber Neben vijf seconden sneller dan Van Dijk, die genoegen moest nemen met de tweede plek.

### 2022
In maart won Van Dijk haar eerste tijdrit in de kampioenstrui van het WK tijdens de eerste etappe van de EasyToys Bloeizone Fryslân Tour door Riejanne Markus en de Zwitserse Marlen Reusser te verslaan. Op 23 mei 2022 lukte het Van Dijk om het werelduurrecord van Joscelin Lowden te verbreken met bijna een kilometer verschil op de wielerbaan van Grenchen. Zij reed er 49,254 km terwijl Lowden in september 2021 op dezelfde baan 48,405 km haalde. Sponsor Trek-Segafredo zorgde voor een begeleidingsteam van 15 mensen en deed enkele aanpassingen aan haar tijdritfiets die ze normaal op de weg gebruikt. Drie dagen na haar uurrecord won Van Dijk de Ronde van Lekkerkerk.

## Behaalde resultaten

### Resultaten bij kampioenschappen en de Olympische Spelen
Wegwielrennen
| Jaar                | NK                    | EK (-23 tot 2015)           | WK                                           | Olympische Zomerspelen      |
| ------------------- | --------------------- | --------------------------- | -------------------------------------------- | --------------------------- |
| 2002 (nieuwelingen) | 4e Wegrit             |                             |                                              | Geen toernooi               |
| 2003 (nieuwelingen) | Wegrit · Tijdrit      |                             |                                              | Geen toernooi               |
| 2004 (junioren)     | Tijdrit · Wegrit      |                             | Wegrit                                       | Niet startgerechtigd (< 18) |
| 2005 (junioren)     | Tijdrit · Wegrit      |                             | 7e Tijdrit 7e Wegrit                         | Geen toernooi               |
| 2006                | 7e Tijdrit 26e Wegrit | 10e Wegrit                  |                                              | Geen toernooi               |
| 2007                | Tijdrit · 18e Wegrit  | 5e Tijdrit 11e Wegrit       | 17e Tijdrit                                  | Geen toernooi               |
| 2008                | 4e Tijdrit 20e Wegrit | Tijdrit · 31e Wegrit        | 20e Tijdrit                                  |                             |
| 2009                | Tijdrit · 9e Wegrit   | Tijdrit · 24e Wegrit        | 20e Tijdrit                                  | Geen toernooi               |
| 2010                | 7e Tijdrit 16e Wegrit | Niet startgerechtigd (> 23) |                                              | Geen toernooi               |
| 2011                | Tijdrit · 11e Wegrit  | Niet startgerechtigd (> 23) | 6e Tijdrit                                   | Geen toernooi               |
| 2012                | Tijdrit               | Niet startgerechtigd (> 23) | Ploegentijdrit · 5e Tijdrit · DNF Wegrit     | 8e Tijdrit OTL Wegrit       |
| 2013                | Tijdrit · DNF Wegrit  | Niet startgerechtigd (> 23) | Ploegentijdrit · Tijdrit · 16e Wegrit        | Geen toernooi               |
| 2014                | Tijdrit · 35e Wegrit  | Niet startgerechtigd (> 23) | 5e Ploegentijdrit 7e Tijdrit 29e Wegrit      | Geen toernooi               |
| 2015                | Tijdrit · 12e Wegrit  | Niet startgerechtigd (> 23) | Ploegentijdrit · 7e Tijdrit · 10e Wegrit     | Geen toernooi               |
| 2016                | 24e Wegrit            | Tijdrit                     | Ploegentijdrit · Tijdrit · 85e Wegrit        | 4e Tijdrit 21e Wegrit       |
| 2017                | Tijdrit · 5e Wegrit   | Tijdrit · 61e Wegrit        | Ploegentijdrit · 5e Tijdrit · 15e Wegrit     | Geen toernooi               |
| 2018                | Tijdrit · 7e Wegrit   | Tijdrit · 19e Wegrit        | Ploegentijdrit · Tijdrit                     | Geen toernooi               |
| 2019                | Tijdrit · 5e Wegrit   | Tijdrit · DNF Wegrit        |                                              | Geen toernooi               |
| 2020                |                       | Tijdrit · 17e Wegrit        | Tijdrit · 19e Wegrit                         | Geen toernooi               |
| 2021                | Tijdrit · 22e Wegrit  | Wegrit · Tijdrit            | Tijdrit · Gemengde aflossing · 18e Wegrit    |                             |
| 2022                | Tijdrit · 7e Wegrit   | Tijdrit · 42e Wegrit        | Tijdrit · 5e Gemengde aflossing · 24e Wegrit | Geen toernooi               |
| 2023                | Zwangerschapsverlof   | Zwangerschapsverlof         | Zwangerschapsverlof                          | Geen toernooi               |
| 2024                |                       | Tijdrit · 57e Wegrit        | 8e Tijdrit                                   | 11e Tijdrit 58e Wegrit      |

* OTL = Over tijdslimiet, DNF = Niet gefinisht
Baanwielrennen
| Jaar | NK                                                           | EK                                             | WK                                                             | Olympische Zomerspelen |
| ---- | ------------------------------------------------------------ | ---------------------------------------------- | -------------------------------------------------------------- | ---------------------- |
| 2006 | Achtervolging · 9e Puntenkoers                               |                                                |                                                                | Geen toernooi          |
| 2007 | Achtervolging · Scratch · 4e Puntenkoers                     |                                                |                                                                | Geen toernooi          |
| 2008 | Achtervolging · 4e Scratch · 4e Puntenkoers                  | Scratch · Puntenkoers · Achtervolging · Omnium | Scratch · 5e Achtervolging · 6e Ploegenachterv.                |                        |
| 2009 |                                                              |                                                | 6e Scratch 6e Achtervolging 15e Puntenkoers 4e Ploegenachterv. | Geen toernooi          |
| 2010 | Omnium · Achtervolging · Scratch · Puntenkoers · Koppelkoers | 9e Omnium 9e Ploegenachterv.                   | 5e Achtervolging 8e Puntenkoers 5e Ploegenachterv.             | Geen toernooi          |
| 2011 | Achtervolging · Koppelkoers · 6e Scratch                     | 5e Ploegenachterv.                             | 5e Achtervolging 5e Ploegenachterv.                            | Geen toernooi          |
| 2012 |                                                              |                                                |                                                                | 6e Ploegenachterv.     |

* Ploegenachterv. = Ploegenachtervolging

### Andere belangrijke resultaten
2006
- Wereldkampioene op de weg, Universitairen
- Wereldkampioenschap op de weg, individuele tijdrit, Universitairen
- 2e etappe Tour Féminin en Limousin
- 1e etappe Giro della Toscana, tijdrit

2007
- Profronde van Stiphout
- Eindklassement Ronde van Chongming
  - 1e: 1e etappe

2008
- Wereldbeker, Kopenhagen, ploegenachtervolging (baanwielrennen)
- 2e etappe Ronde van de Aude
- Proloog Tour Féminin en Limousin
- Eindklassement Rabo Ster Zeeuwsche Eilanden
  - 1e  Jongerenklassement

2009
- Wereldbeker, Kopenhagen, individuele achtervolging (baanwielrennen)
- Wereldbeker, Kopenhagen, puntenkoers (baanwielrennen)
- Wereldbeker, Kopenhagen, ploegenachtervolging (baanwielrennen)
- Jongerenklassement, Ronde van Qatar
- 1e etappe Giro della Toscana
- 2e etappe Holland Ladies Tour

2010
- Eindklassement Holland Ladies Tour
  - 1e: 6e etappe, individuele tijdrit
- 3e Wereldbeker, Vargarda, ploegentijdrit
- Ronde van Bochum

2011
- Nederlands record ploegenachtervolging (3:23,179), Wereldbeker Manchester (baanwielrennen)
- Eindklassement,  Puntenklassement,  Jongerenklassement, Ronde van Qatar
  - 1e: 2e etappe
- 1e Wereldbeker, Vargarda, ploegentijdrit
- 2e Wereldbeker, Vargarda
- 2e etappe Holland Ladies Tour
- Wereldbekerwedstrijd Astana, ploegenachtervolging
  -  Nederlands record ploegenachtervolging (3:21,550), Wereldbekerwedstrijd Astana (baanwielrennen)
  -  Leider Wereldbekerklassement

2012
- Eindklassement Energiewacht Tour
  - 1e: 4e etappe, ploegentijdrit
- Omloop van Borsele
- Proloog Gracia Orlová
- 2e etappe Gracia Orlová
- 1e Wereldbeker, Vargarda, ploegentijdrit
- Eindklassement Lotto-Decca Tour
  - 1e: 3e etappe
- Nederlands record ploegenachtervolging (3:20,013), Olympische Spelen Londen (baanwielrennen)

2013
- Eindklassement Ronde van Qatar
- Le Samyn des Dames
- 2e Wereldbeker, Ronde van Drenthe
- 3e Wereldbeker, Trofeo Alfredo Binda
- 2e Wereldbeker, Ronde van Vlaanderen
- Eindklassement Energiewacht Tour
  - 1e: Etappe 3a, individuele tijdrit
- Eindklassement,  Puntenklassement Gracia-Orlová
  - 1e: Proloog, 2e etappe en 4e etappe
- Etappe 8, Ronde van Italië, individuele tijdrit
- 1e Wereldbeker, Vargarda, ploegentijdrit
- Eindklassement Lotto-Belisol Belgium Tour
  - 1e: 1e etappe
- Eindklassement Holland Ladies Tour
  - 1e: 2e etappe
- Chrono Champenois–Trophée Européen, individuele tijdrit
- Eindklassement UCI Road Women World Cup
- UCI Wereldranglijst 2013

2014
- Ronde van Vlaanderen
- 1e etappe (ind. tijdrit) Holland Ladies Tour
- Profronde Heerlen

2015
- Europese Spelen tijdrit, Bakoe
- 2e etappe Ladies Tour of Qatar

2016
- 2e etappe Ladies Tour of Qatar
- Eindklassement Energiewacht Tour
  - Etappe 1 (ploegentijdrit) en 4b (ind. tijdrit)
- Europees kampioen tijdrijden

2017
- WK ploegentijdrit in Bergen[66]
- Europees kampioen tijdrijden
- Proloog Ronde van Noorwegen (WWT)

2018
- Omloop van het Hageland
- Dwars door Vlaanderen
- Eindklassement  Madrid Challenge
  - 1e: ploegentijdrit
- Europees kampioen tijdrijden

2019
- Dwars door Vlaanderen
- 4e etappe A (ind. tijdrit) Healthy Ageing Tour
- 5e etappe Ronde van Thüringen
- Europees kampioen tijdrijden
- Vårgårda West Sweden (TTT)

2021
- Eindklassement Healthy Ageing Tour
  - Combinatieklassement Healthy Ageing Tour
  - 2e etappe Healthy Ageing Tour
- Bergklassement Lotto Belgium Tour
  - Kasseienklassement Lotto Belgium Tour
  - Proloog Lotto Belgium Tour
- 1e etappe (TTT) Ronde van Italië
- Europees kampioen op de weg
- Wereldkampioen tijdrijden, Elite

2022
- 2e etappe Setmana Ciclista Valenciana
- 1e etappe (ITT) en eindklassement EasyToys Bloeizone Fryslân Tour
- Proloog en 3e b(ITT) etappe en eindklassement Baloise Ladies Tour
- Wereldkampioen tijdrijden, Elite
- Chrono des Nations

2024
- 3e etappe Vuelta Extremadura Féminas
- 1e etappe (ITT) Ronde van Normandië
- Europees kampioenschap tijdrijden, Elite

2025
- 1e etappe a (ITT) Ronde van Extremadura
- Eindklassement Ronde van Extremadura
- 1e etappe Ronde van Spanje (TTT)

In deze erelijst zijn opgenomen:

- Overwinningen bij dagkoerses en etappewedstrijden waar ook UCI punten worden verdeeld (dus minimaal niveau: 1.2 of 2.2).

- Podiumplaatsen bij wereldbekerwedstrijden en eindklassementen etappewedstrijden.

### Uitslagen in voornaamste wedstrijden
| Jaar | Ronde van Italië | Ronde van Frankrijk | Ronde van Spanje |
| ---- | ---------------- | ------------------- | ---------------- |
| 2010 | opgave           |                     |                  |
| 2011 | 94e              |                     |                  |
| 2012 |                  |                     |                  |
| 2013 | 24e              |                     |                  |
| 2014 | 26e              |                     |                  |
| 2015 | 23e              |                     |                  |
| 2016 |                  |                     |                  |
| 2017 |                  |                     |                  |
| 2018 | 33e              |                     | ↑                |
| 2019 |                  |                     |                  |
| 2020 | 27e              |                     | 4e               |
| 2021 | 35e              |                     | 12e              |
| 2022 |                  | 30e                 |                  |
| 2023 |                  |                     |                  |
| 2024 |                  | 59e                 | opgave           |
| 2025 |                  |                     | 59e              |

| Jaar | Gent-Wevelgem | Ronde van Vlaanderen | Parijs-Roubaix | Amstel Gold Race | Luik-Bast.‑Luik | Le Samyn | Waalse Pijl | Dwars door Vlaanderen |  | WK op de weg |
| ---- | ------------- | -------------------- | -------------- | ---------------- | --------------- | -------- | ----------- | --------------------- |  | ------------ |
| 2010 |               | 62e                  |                |                  |                 |          |             |                       |  |              |
| 2011 |               |                      |                |                  |                 |          |             |                       |  |              |
| 2012 |               | 6e                   |                |                  |                 | 4e       |             |                       |  | opgave       |
| 2013 |               | ↑                    |                |                  |                 | ↑        | 6e          |                       |  | 16e          |
| 2014 |               | ↑                    |                |                  |                 | 4e       | 10e         |                       |  | 29e          |
| 2015 |               | 24e                  |                |                  |                 | 18e      | 36e         |                       |  | 10e          |
| 2016 | 8e            | 6e                   |                |                  |                 |          | 38e         |                       |  | 85e          |
| 2017 | 33e           | 18e                  |                | 10e              | 4e              | 6e       | 16e         | 11e                   |  | 15e          |
| 2018 | 23e           | 7e                   |                | 25e              | 5e              |          | 32e         | ↑                     |  | 60e          |
| 2019 | 76e           | 5e                   |                | 36e              | 13e             |          |             | ↑                     |  |              |
| 2020 | 26e           | 17e                  |                |                  | ↑               | 5e       |             |                       |  | 19e          |
| 2021 | 20e           | 21e                  | 32e            |                  |                 |          |             | 9e                    |  | 18e          |
| 2022 | 42e           | 31e                  | 7e             | 31e              |                 |          | 51e         | 20e                   |  | 24e          |
| 2024 | 39e           |                      | 6e             |                  | 69e             |          |             | 58e                   |  |              |
| 2025 | 51e           |                      | 20e            | ↑                |                 |          |             | 19e                   |  |              |

## Ploegen
- 2006 -  Vrienden van het Platteland
- 2007 -  Vrienden van het Platteland
- 2008 -  Vrienden van het Platteland
- 2009 -  Team Columbia Women
- 2010 -  Team Columbia Women
- 2011 -  Team HTC-Highroad Women
- 2012 -  Team Specialized-lululemon
- 2013 -  Team Specialized-lululemon
- 2014 -  Boels - Dolmans Cycling Team
- 2015 -  Boels - Dolmans Cycling Team
- 2016 -  Boels - Dolmans Cycling Team
- 2017 –  Team Sunweb
- 2018 –  Team Sunweb
- 2019 –  Trek-Segafredo
- 2020 –  Trek-Segafredo
- 2021 –  Trek-Segafredo
- 2022 –  Trek-Segafredo
- 2023 –  Trek-Segafredo
- 2024 –  Lidl-Trek
- 2025 –  Lidl-Trek

Becker · Brennauer · Colclough · Fahlin · Hosking · Hughes · Neben · Rowney · Stacher · Stevens · Teutenberg · Van Dijk · Worrack
Brennauer · Carleton · Colclough · Rowney · Small · Stacher · Stevens · Teutenberg · Van Dijk · Wiles · Worrack
Armitstead · Daams · De Jong · Ensing · Guarnier · Kasper · Kessler · Majerus · Pawłowska · Trott · Van Dijk · Van Paassen · Van Wanroij · Zijlaard
Armitstead · Blaak · De Jong · Dideriksen · Guarnier · Kasper · Majerus · Pawłowska · Stevens · Van Dijk · Van Paassen
Armitstead · Blaak · Canuel · De Jong · Dideriksen · Guarnier · Harris · Kasper · Majerus · Pawłowska · Stevens · Van Dijk
Brand · Kirchmann · Labous · Lippert · Mackaij · Rivera · Slik · Soek · Stultiens · Van Dijk · Weaver
Brand · Kirchmann · Labous · Lippert · Mackaij · Mathiesen · Rivera · Soek · Van Dijk · Winder
Batty · Cordon-Ragot · Deignan · Hanson · Lepistö · Longo Borghini · Neff · Noble · Paternoster · Plichta · Richards · Swartz · van Dijk · Van Twisk · Wiles · Winder · Worrack
Bäckstedt · Batty · Brand · Cordon-Ragot · Deignan · Hanson · Henttala · Longo Borghini · Paternoster · Plichta · Richards · Swartz · van Dijk · Van Twisk · Wiles · Winder · Worrack
Bäckstedt · Brand · Cordon-Ragot · Deignan · Dideriksen · Hanson · Hosking · Longo Borghini · Paternoster · van Anrooij · van Dijk · Van Twisk · Wiles · Winder · Worrack
Bäckstedt · Balsamo · Brand · Cordon-Ragot · Deignan · Dideriksen · Hanson · Hosking · Longo Borghini · Paternoster · Thomas · van Anrooij · van Dijk · Wiles
Bäckstedt · Balsamo · Brand · Chapman · Deignan · Hanson · Klein · Knibb (vanaf 1/6) · Longo Borghini · Realini · Sanguineti · Spratt · van Anrooij · van Dijk (zwangerschapsverlof) · Wiles (tot 14/7)
van Anrooij · Bäckstedt · Balsamo · Brand · Chapman · Copponi · Deignan · van Dijk · Hanson · A. Holmgren · I. Holmgren · Klein · Longo Borghini · Moors · Realini · Sanguineti · Sharp · Spratt · Wilson-Haffenden
van Anrooij · Balsamo · Bjerg · Brand · Copponi · Deignan · van Dijk · Fisher-Black · Hanson · Henderson · A. Holmgren · I. Holmgren · Markus · Moors · Realini · Sanguineti · Sharp · Spratt · Wilson-Haffenden
- International Standard Name Identifier: 0000 0004 2330 0321
- Nederlandse Thesaurus van Auteursnamen: 369892100
- Virtual International Authority File: 305835472
- WorldCat: E39PBJkMFxhcXRGRr8w6FFFHYP